# Susanne Bier
Susanne Bier (sinh ngày 15 tháng 4 năm 1960) là đạo diễn điện ảnh, nhà sản xuất phim và nhà biên kịch người Đan Mạch. Phim "In a Better World" (Hævnen = Cuộc trả thù) do bà đạo diễn đã đoạt Giải Quả cầu vàng cho phim ngoại ngữ hay nhất tại Giải Quả cầu vàng lần thứ 68 cũng như Giải Oscar cho phim ngoại ngữ hay nhất tại Giải Oscar lần thứ 83.
. 

## Tiểu sử
Susanne Bier sinh tại Copenhagen, Đan Mạch trong một gia đình người Do Thái. Gia đình người cha chạy sang Đan Mạch năm 1933 khi Hitler lên nắm quyền ở Đức, lúc đó người cha của bà mới lên 2 tuổi. Gia đình người mẹ tới Đan Mạch trước đó 30 năm do việc truy hại người Do Thái ở Nga. Năm 1943 cả gia đình người cha và mẹ của bà phải chạy sang Thụy Điển khi Đức quốc xã xâm lăng Đan Mạch, năm 1945 khi Đan Mạch được giải phóng thì họ trở về Đan Mạch.
Bier tốt nghiệp trung học ở Trường "Niels Steensens Gymnasium". Để hiểu rõ hơn nguồn gốc Do Thái của mình, đầu tiên Bier đã chọn di chuyển sang Israel và học nghệ thuật ở Hebrew University of Jerusalem tại Jerusalem, sau đó sang học kiến trúc ở Architectural Association School of Architecture tại London, Anh. Tuy nhiên, cuối cùng Bier đã chọn sự nghiệp điện ảnh và vào học Trường Điện ảnh quốc gia Đan Mạch tại Copenhagen, và tốt nghiệp năm 1987.

## Sự nghiệp
Sau khi tốt nghiệp, Bier được mời sang Thụy Điển để đạo diễn phim Freud's Leaving Home, phim này đã được giới phê bình điện ảnh hoan nghênh. Phim thứ hai của Bier là Family Matters do nữ diễn viên kỳ cựu người Đan Mạch Ghita Nørby đóng vai chính. Phim này là một thất bại, cả đối với khán giả và các nhà phê bình.
Đây là thời gian khó khăn cho Bier vì lần đầu bà phải đối mặt với những khó khăn khi làm cho công chúng thất vọng. Tuy nhiên, bà nói rằng đây là một bài học rất có giá trị ở chỗ nó đã dạy cho bà biết rằng trong một nghề sáng tạo, bạn không thể cố gắng sao chép các thành công của riêng mình, nhưng bạn cần phải xem xét từng bộ phim riêng biệt (Thomsen báo Politiken, ngày 22.8.2010).
Tại Đan Mạch Bier đã đạt được sự yêu mến rộng rãi với bộ phim hài lãng mạn của mình The One and Only (Den Eneste Ene) về hai cặp vợ chồng không chung thủy phải đối mặt với tình trạng trở thành cha mẹ lần đầu tiên. Bộ phim Brothers (Brødre) của bà cũng đã được hoan nghênh rộng rãi và đã được làm lại một phiên bản bằng tiếng Anh.

## Đời tư
Susanne Bier kết hôn với đạo diễn kiêm diễn viên người Thụy Điển Philip Zandén từ năm 1995, nay đã ly dị. Bier có hai con: Gabriel (sinh năm 1989) và Alice Esther (sinh năm 1995).

## Phim mục
| - Freud's Leaving Home (Freud Flytter Hjemmefra...) (1991) - Letter to Jonas (Brev til Jonas) 1992 (giải Robert năm 1993) - Family Matters (Det Bli'r i Familien) (1994) - Like It Never Was Before (Pensionat Oskar) (1995) - Credo (Sekten) (1997) - The One and Only (Den Eneste Ene) (1999) (giải Bodil năm 1999 và giải Robert năm 2000) - Once in a Lifetime (Livet Är en Schlager) (2000) | - Open Hearts (Elsker Dig for Evigt) (2002) (giải Bodil và giải Robert năm 2003) - Brothers (Brødre) (2004) - After the Wedding (Efter Brylluppet) (2006) - Things We Lost in the Fire (2007) - In a Better World (Hævnen) (2010) - Love Is All You Need (Den skaldede frisør) (2012) - Serena (2014) - A Second Chance (En chance til) (2014) - The Night Manager (2016) (sê-ri ngắn) |

## Giải thưởng và Đề cử
- 1993 - Giải Robert cho phim Brev til Jonas (phim ngắn/tài liệu xuất sắc nhất).
- 1999 - Giải Bodil cho phim Den eneste ene (phim Đan Mạch xuất sắc nhất).
- 2000 - Giải Robert cho phim Den eneste ene (phim Đan Mạch xuất sắc nhất).
- 2003 - Giải Robert, giải của công chúng cho phim Elsker dig for evigt.
- 2003 - Giải Bodil cho phim Elsker dig for evigt (phim Đan Mạch xuất sắc nhất).
- 2011 - Giải Quả cầu vàng cho phim ngoại ngữ hay nhất phim In a Better World (Hævnen = Cuộc trả thù) (2010)
- 2011 - Giải Phim châu Âu 2011 cho đạo diễn xuất sắc nhất
- 2011 - Giải Oscar cho phim ngoại ngữ hay nhất
- 2016 - Giải Primetime Emmy lần thứ 68 cho loạt phim TV The Night Manager (tiếng Đan Mạch = Natportieren).

Phim After the Wedding (2006), do bà đạo diễn và viết kịch bản chung với Anders Thomas Jensen đã được đề cử cho Giải Oscar cho phim ngoại ngữ hay nhất.
Phim In a Better World năm 2010 của bà đã được đề cử cho Giải Oscar cho phim ngoại ngữ hay nhất ở Giải Oscar lần thứ 83. Ngày 19.01.2011, phim này được đưa vào danh sách 9 phim vòng trong và ngày 25.01.2011, lọt vào danh sách 5 phim được đề cử chung kết. Cuối cùng, phim này đã đoạt Giải Oscar cho phim ngoại ngữ hay nhất lần thứ 83